# جکسون‌ویل (نیویورک)
جکسون‌ویل (به انگلیسی: Jacksonville) یک منطقهٔ مسکونی در ایالات متحده آمریکا است که در نیویورک واقع شده‌است. جکسون‌ویل ۳۱۲٫۱۲ متر بالاتر از سطح دریا واقع شده‌است.